# HD 80441
HD 80441，又名BD+38 2025，SAO 61411、HR 3701，是一颗恒星，视星等为6.12，位于銀經184.89，銀緯44.96，其B1900.0坐标为赤經9h 14m 43.5s，赤緯+38° 44.96′ 43″。